# Академический хор Новосибирского электротехнического института
АХ НЭТИ (Академический хор Новосибирского электротехнического института) — любительский студенческий хоровой коллектив, один из творческих коллективов Новосибирского электротехнического института, лауреат всероссийских и международных конкурсов хоровых коллективов. Основан в 1964 году хоровым дирижёром заслуженным деятелем искусств РСФСР, профессором кафедры хорового дирижирования Новосибирской государственной консерватории им. Глинки Юрием Александровичем Брагинским.

## Репертуар АХ НЭТИ
Яркие примеры творческой деятельности АХ НЭТИ во главе с Ю.А. Брагинским  - программы выступлений хора НЭТИ, в которых присутствовали сложные партитуры : 
- "Ave Maria" представителя строгого стиля a cappella Якоба Аркадельта,
- 12-голосная партитура Crucifixsus Антонио Лотти,
- Regina coeli В.-А. Моцарта,
- кантата "Весна" С.В. Рахманинова,
- Фантазия c-moll для фортепиано, хора и оркестра  Л. Бетховена,
- двойные хоры Большой мессы В.-А. Моцарта,
- хоралы И.С. Баха,
- "Gaudeamus" студенческий гимн на латинском языке.

Необъятный репертуар хора включал в себя сочинения российских, в том числе сибирских композиторов:
- «Пётр I» симфонические фрески для солистов, хора и оркестра Андрея Петрова,
- «Весна» кантата для солистов, хора и оркестра Сергея Рахманинова,
- «Патетическая оратория» Георгия Свиридова,
- «Маленькая кантата» из оперы «Не только любовь» Родиона Щедрина,
- "Журавли" Яна Френкеля на стихи Расула Гамзатова (в обработке Захара Бляхера),
- «Гимн Великому городу» Рейнгольда Глиэра,
- цикл «Из сибирской народной поэзии» Аскольда Мурова,
- «Хоровой триптих» Юрия Юкечева,
- «Мы споём» фуга для хора Юрия И. Шибанова,
- «Купальная» Владимира Пешняка,
- хоровые концерты Александра Архангельского,
- Гавриила Ломакина,
- Александра Г. Чеснокова,
- Г.Н. Иванова.

Произведения русских классиков:
- Дмитрия Бортнянского,
- Михаила Глинки,
- Василия Калинникова,
- Петра Чайковского,
- Сергея Танеева,
- Александра Скрябина.

Академический хор НЭТИ исполнял не только зарубежную и российскую классику, народную музыку, но его Настоящей визитной карточкой АХ НЭТИ стали современные авторские (бардовские) песни.
Композитор Захар Бляхер специально для АХ НЭТИ делал переложения произведений популярных бардов: 
- «Бумажный солдат» Булата Окуджавы,
- «Город-мираж» Юрия Кукина,
- «Атланты» Сергея Городницкого,
- «Хромой король» московского ученого Александра Дулова на стихотворение французского поэта Мориса Карема.

Режиссер Ким Долгин снял на Новосибирской студии телевидения яркий фильм «Студенческие песни» и разместил на видеохостинге Youtube.

### Тринадцатая симфония Шостаковича
18 января 1966 году группа басов АХ НЭТИ, совместно с мужским ансамблем Республиканской русской хоровой капеллы под руководством Александра Юрлова, участвовала в исполнении Тринадцатой симфонии Д.Д. Шостаковича в концертном зале Новосибирского театра оперы и балета и было посвящено 10-летию Новосибирского симфонического оркестра под управлением Арнольда Каца, в присутствии автора. 
Композитор очень высоко оценил уровень самодеятельного хора, который на равных исполнял сложнейшую партитуру вместе с  профессионалами.

## Звания и награды АХ НЭТИ
Звания и награды АХ НЭТИ под руководством Ю.А. Брагинского с 1964 по 1989 год:
- лауреат Всесоюзного фестиваля самодеятельного творчества, посвященного 50-летию Октябрьской революции (1967);
- диплом I степени Всесоюзного фестиваля советской молодежи (1973);
- диплом лауреата IV Межреспубликанского конкурса хоров вузов страны ЮВЕНТУС-75 (Литва, Каунас, 1975);
- диплом I степени и звание лауреата зонального конкурса хоров Урала и Сибири (Томск, 1978);
- лауреат премии Новосибирского обкома ВЛКСМ.

## Продолжение традиций АХ НЭТИ
После ухода из жизни Юрия Александровича Брагинского традиции АХ НЭТИ продолжают развивать 2 академических хора.
Студенческим хором имени Ю.А. Брагинского до 2023 года руководила его ученица Ольга Евгеньевна Захваткина. 
Академический хор им. Ю.Брагинского Новосибирского Государственного технического университета 
 неоднократно становился призёром и лауреатом различных конкурсов, выступал в лучших залах Новосибирска и других городов России совместно с профессиональными коллективами, такими как Камерный хор Новосибирской филармонии, симфонический оркестр Новосибирского оперного театра, оркестр русских народных инструментов ГТРК Новосибирск и др. 
Хор неоднократный лауреат Российских, региональных и областных фестивалей и конкурсов, обладатель «Золотого пояса» на Международном конкурсе хорового пения в Праге. 
С 2024 года художественный руководитель хора Виктория Киселёва.
Ветераны хора, выпускники НЭТИ разных лет, продолжают свою деятельность в Академическом хоре «АХ НЭТИ» Ассоциации выпускников НГТУ-НЭТИ, которым с 2000 года руководит заслуженный деятель искусств РФ, заслуженный артист РФ (2010 г.), заведующий кафедрой дирижирования Новосибирской государственной консерватории имени М.И. Глинки  (с 2021 года) Александр Александрович Париман (в качестве художественного руководителя и главного дирижёра) . 
Коллектив стал лауреатом многих престижных хоровых фестивалей и конкурсов: 
- Международный конкурс творческих индустрий «Поющий город» (Кемерово, 2009); 
- 36-й Международный полифонический съезд «Citta di Fano» (г. Фано, Италия, 2009); 
- VII Всероссийский конкурс академических хоров и вокальных ансамблей «Поющая Россия» (Санкт-Петербург, 2011); 
- II открытый международный Пасхальный фестиваль музыкальной культуры «Хоровое Вече Сибири» (Кемерово, 2012). 
АХ НЭТИ вошел в «Золотую книгу культуры Новосибирской области по итогам 2013 года» в номинации «Коллектив года».
 